# Ванясов, Дмитрий Вячеславович
Дмитрий Вячеславович Ванясов (род. 9 мая 1972, Пенза) — советский, российский хоккеист, нападающий. Мастер спорта России.

## Биография
Воспитанник пензенского хоккея. Выступал за команды «Дизелист» / «Дизель» Пенза (1989/90 — 1992/93, 1994/95, 2003/04), ЦСК ВВС (1993/94 — 1994/95, 1999/2000),
«Рубин» Тюмень (1995/96), «Ак Барс» (1995/96 — 1997/98), «Нефтехимик» (1998/99), «Торпедо» Нижний Новгород (1999/2000, 2002/03), «Сибирь» (2000/01 — 2001/02), «ЦСК ВВС-2» (2002/03), «Спутник» Нижний Тагил (2002/03).
Чемпион России 1997/98. Обладатель Кубка Дизеля 2003, бронзовый призёр Кубка Спартака 1997.
Окончил Пензенский государственный педагогический университет имени В. Г. Белинского.
Генеральный директор ООО «Дизель-Транс».
Игрок любительского чемпионата Мордовии.
Тренер студенческой сборной Пензенской области по хоккею.
Сын Артём (род. 10.09.1996) в 2010-х годах играл в низших хоккейный лигах.